# Komikan

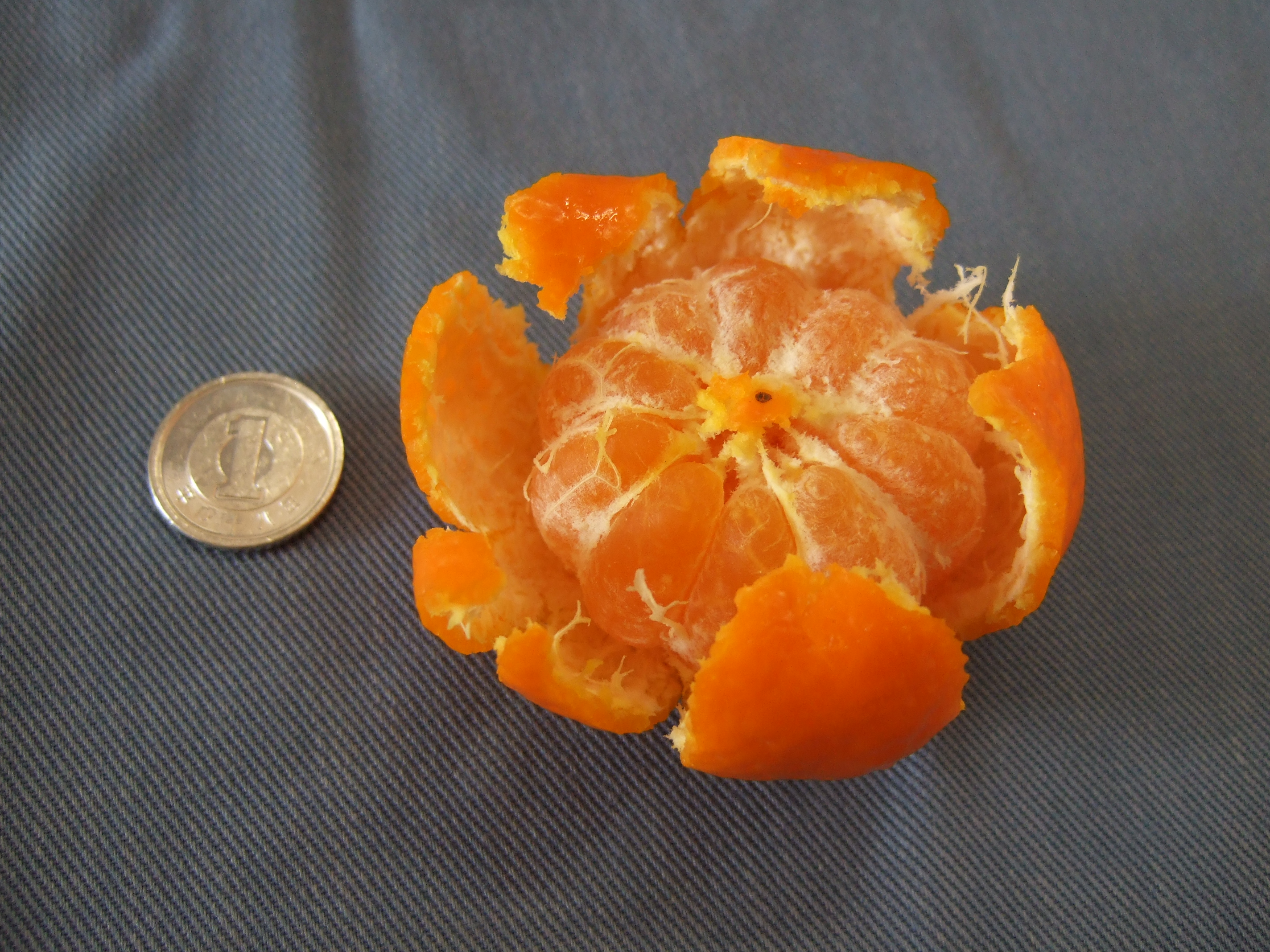
Sakurajima komikan

Komikan là một nhóm gồm nhiều giống quýt cùng tên trồng tại Nhật Bản. Trong tiếng Nhật, komikan có nghĩa là "quýt nhỏ", được chiết tự gồm :小 (ko) nghĩa là "nhỏ" và みかん hay 蜜柑 (mikan) nghĩa là "quýt". Trong số tất cả các loại quýt nhỏ trồng ở Đông Á, chúng thường là giống cây thuộc loài quýt Kishu (C. kinokuni). Một trong số đó, đặc biệt ngọt và thơm là giống "Sakurajima komikan" nổi tiếng ở Nhật Bản.

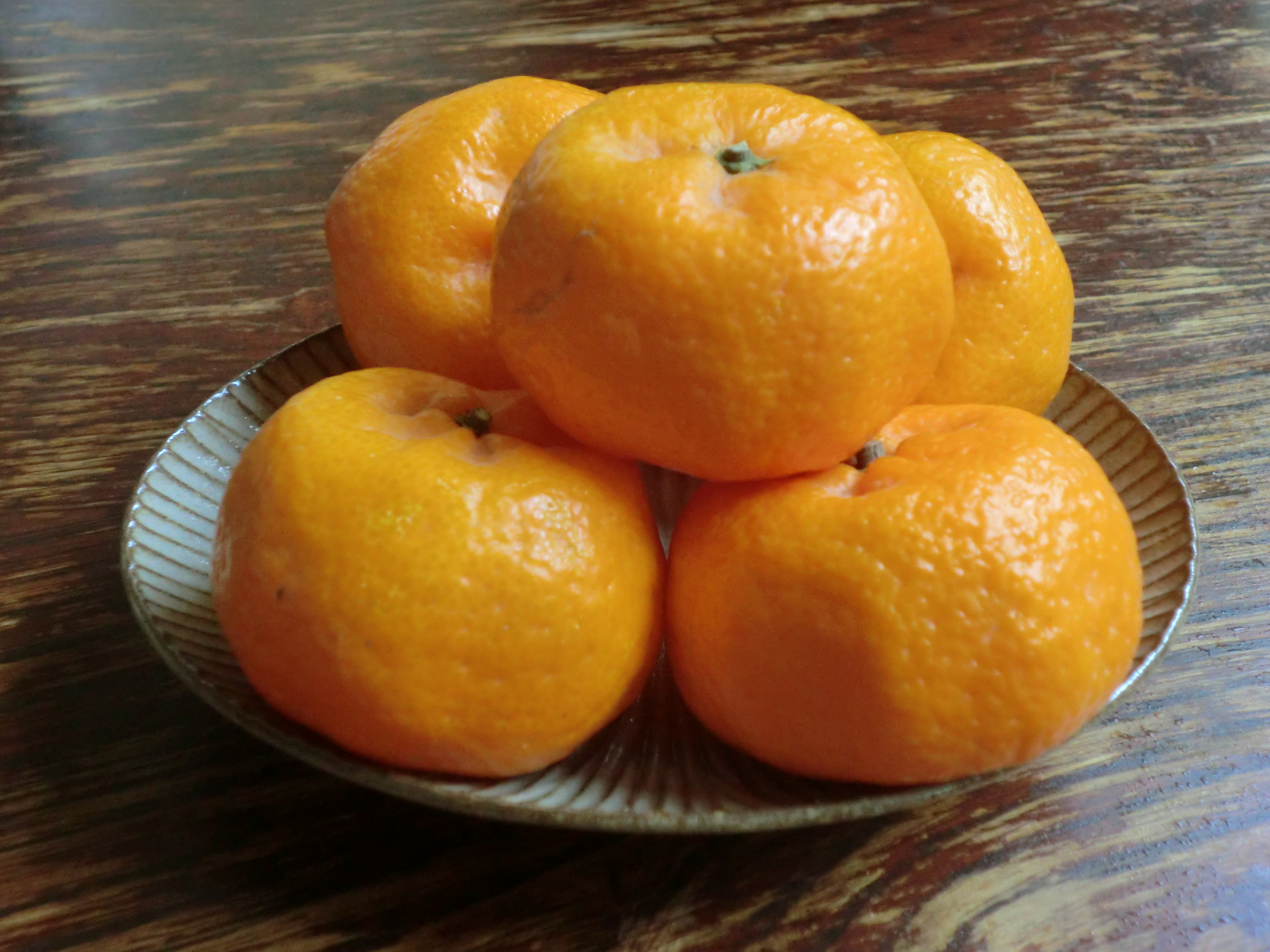
Đĩa quýt Sakurajima komikan

## Lịch sử
Komikan là nhóm gồm nhiều giống quýt quả nhỏ, tất cả thuộc quần thể lớn của quýt ngọt Kishu (C. kinokuni) tại Nhật Bản. Komikan đã được trồng tại Nhật Bản từ thời kỳ Edo (1603‒1867). Ngày nay, những cây komikan có tuổi đời hơn một thế kỷ có thể tìm được rải rác xung quanh vùng trồng tại Sakurajima, tỉnh Kagoshima. Một số cây hơn hàng trăm năm tuổi và đôi khi chỉ một cây có thể cho ra vài trăm kg quả quýt.

## Liên kết di truyền
Nhóm nghiên cứu Tokurou Shimizu và cộng sự (2016) đã đặt tên nhiều giống quýt trồng Nhật Bản bằng cái tên komikan, trong số các giống của quýt ngọt kishu, mà họ đã giải mã trình tự: một mặt là quýt Koji (C. leiocarpa hort. ex Tanaka), mặt khác là nhóm quýt Kishu gồm có: Hisago komikan, Ihara Ichijoji mikan, Komikan Fukuyama (nghĩa là ngọc trai Kinkou), Komikan Kawachi, Komikan Tensui, Ozaki komikan... Nhóm nghiên cứu viết rằng “ngoại trừ một điểm không trùng khớp quan sát được ở chủng Hisago komikan, kiểu gen của 16 chủng thuộc nhóm Kishu trùng khớp chính xác và chúng được xác nhận là đột biến xôma. Điều thú vị là, những chủng Kishu này tuy được thu thập ở Nhật Bản, nhưng có một chủng là quýt mật Nam Phong của Trung Quốc lại khớp hoàn toàn với nhóm Kishu.

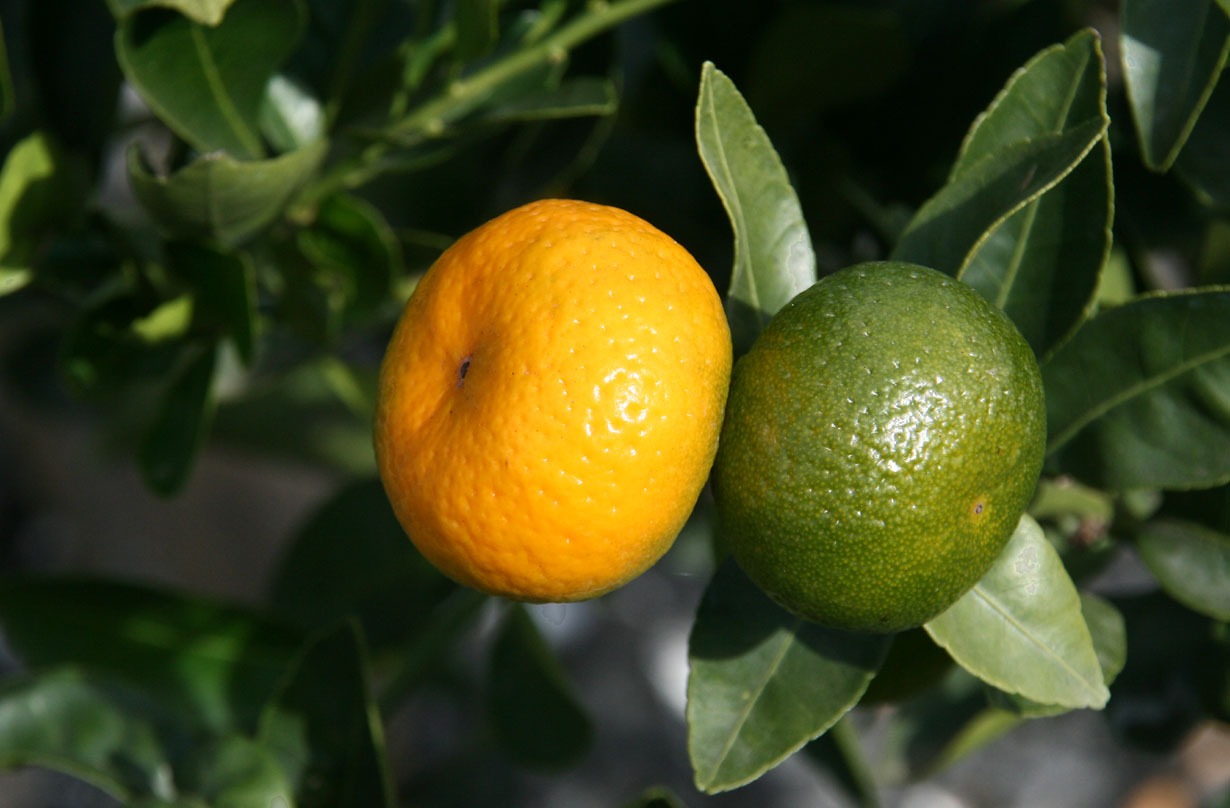
Komikan chín và vẫn còn xanh

Quýt mật Nam Phong là giống đã được trồng ở Trung Quốc trong thời gian khá dài. Hạt giống cây được cống nạp để tỏ lòng tôn kính với hoàng đế dưới thời nhà Đường và nhà Tống. Có nguồn gốc từ Ruju, đây là một trong những loại quýt không hạt được trồng nhiều nhất ở Giang Tây, nơi khởi nguồn, và ở Okinawa dưới cái tên Shimamikan.  Quýt ngọt Kishu được xếp vào nhóm các loại quýt phổ biến có nguồn gốc từ Trung Quốc, cùng với Kunenbo (Citrus nobilis Lour. Var. Kunip Tanaka), có thể là cha mẹ của quýt ngọt satsuma hiện đại. Đây là một loại quýt lục địa điển hình.

## Sakurajima komikan
Sakurajima komikan là giống quýt có lịch sử lâu đời khoảng 400 năm và được xem như một loại di sản ẩm thực. Năm 1889, diện tích sản xuất là 153 ha nhưng sản lượng gần như bị phá hủy trong thời gian 1914-1965 bởi rơm núi lửa. Mặc dù “komikan” đã được sản xuất từ lâu nhưng phương pháp canh tác hiện đại được hình thành vào năm 1979, khi cách thức “lợp mái che” được giới thiệu. Năm 1983, “Hợp tác xã nông nghiệp thị trấn Sakurajima” đã tổ chức một hệ thống bán hàng và nhận hàng mới, dẫn đến sự phát triển toàn diện về cơ cấu nhằm thúc đẩy sản xuất và bán hàng. Những cơ cấu này tiếp tục cho đến ngày nay. Năm 2009, sản phẩm được nhận nhãn hiệu chung dưới tên Sajurajuma komikan và được Hợp tác xã Nông nghiệp Kagoshima Mirai đăng ký là chỉ dẫn địa lý vào ngày 10 tháng 11 năm 2017.
Núi lửa Sakurajima tạo thành một hòn đảo ở giữa vịnh Kagoshima. Trên vùng đất tro núi lửa (ở Sakurajima, Fukuyama), nhiều loại komikan được trồng, được cho là – theo lời quảng bá – là loại quýt nhỏ nhất trên thế giới. Giống quýt này, サクラジマミカン hay 桜島蜜柑 (Sakurajimamikan), được phân loại theo mức độ đường. Thu hoạch và bán quýt diễn ra vào tháng 12, như một món quà năm mới. Tokurou Shimizu và cộng sự (2016) chỉ ra 3 giống Sakurajima komikan Matsuura, Sakurajima komikan Senbatsu và Sakurajima komikan Shirahama. Giống như những loại khác, chúng đều được xếp vào nhóm quýt Kishu (C. kinokuni).
Quả nhỏ, trọng lượng trung bình 50 gam/quả và đường kính khoảng 5 cm. Thịt quả mềm và mọng nước. Vị trung hòa giữa ngọt và chua. Vỏ thơm, thái nhỏ dùng làm gia vị cho udon và soba.